# بيت الفراص (السدة)

تعديل مصدري - تعديل

بيت الفراص محلة تابعة لقرية السر، التابعة لعزلة بني الحارث بمديرية السدة إحدى مديريات محافظة إب في الجمهورية اليمنية.، بلغ تعداد سكانها 161 حسب تعداد اليمن لعام 2004.